# Aeroporto di Suva
L'aeroporto di Suva è un aeroporto figiano. È il secondo scalo aereo più importante dello Stato, dopo l'aeroporto internazionale di Nadi ed è situato a Nausori, nell'isola di Viti Levu, a 23 km (30 minuti di guida) a nord-est di Suva, la capitale delle Figi, alla quale è connesso tramite il Rewa Bridge.
È previsto un progetto di sviluppo dello scalo per un totale di 59 milioni di dollari, di cui la prima tranche sarà di 20,7 milioni: con questo piano si vuole imporre l'aeroporto a livello degli standard internazionali e, fra i lavori previsti, c'è l'installazione di luci di pista per l'atterraggio di notte e l'acquisto di terreni al fine di procedere con i lavori che inizieranno verso fine dicembre 2012.

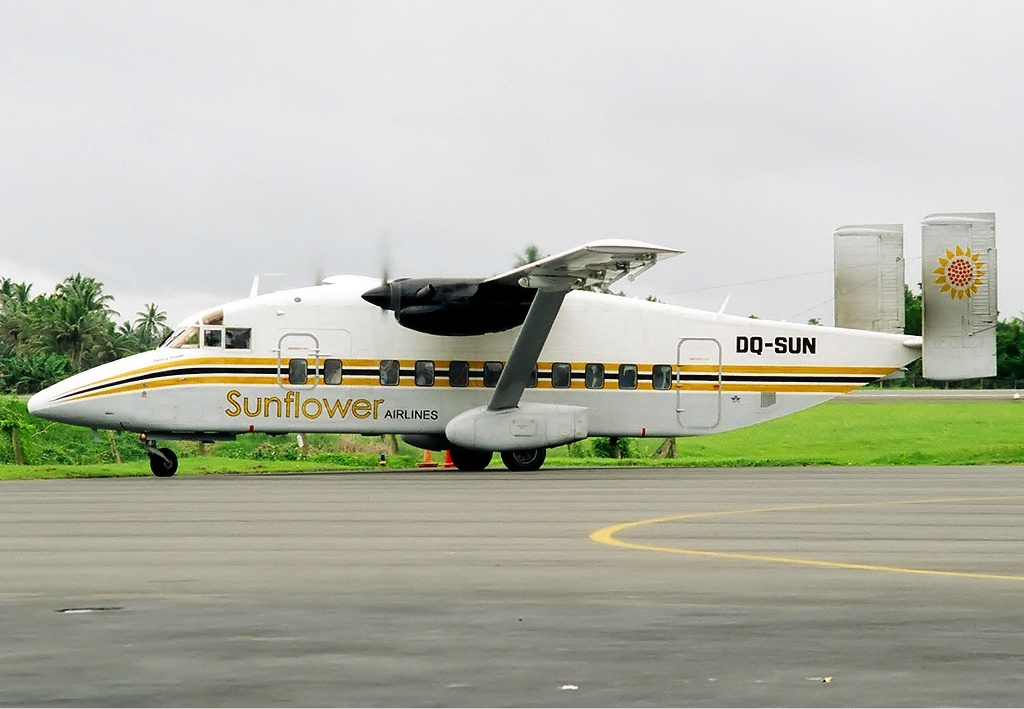
Lo Short 330 marche DQ-SUN della Sunflower Airlines, ora Pacific Sun, all'aeroporto di Suva.